# Nati nel 1942/Maggio
| Questa pagina contiene informazioni ricavate automaticamente dalle voci biografiche con l'ausilio del template Bio e di un bot. L'aggiornamento è periodico e automatico e ricostruisce completamente la pagina. Se manca una persona in questa lista, sei pregato di non aggiungerla, ma accertati piuttosto che la sua voce biografica contenga il template Bio e che i dati anagrafici siano correttamente compilati. Se il template Bio manca, inseriscilo tu stesso o, in alternativa, metti l'avviso {{tmp\|Bio}} che ne segnala la mancanza. Se i dati riportati sono sbagliati, correggi direttamente la voce biografica; le modifiche saranno visibili in questa lista entro pochi giorni. Per chiarimenti vedi il progetto biografie. La lista contiene solo le 236 persone che sono citate nell'enciclopedia e per le quali è stato implementato correttamente il template Bio. Pagina aggiornata al 10 ago 2025. |

- 1º maggio - Charlie Aitken, calciatore scozzese († 2023)
- 1º maggio - Gerald Ashworth, ex velocista statunitense
- 1º maggio - Jed Graef, ex nuotatore statunitense
- 1º maggio - Giuseppe Lanci, direttore della fotografia italiano
- 1º maggio - Stephen Macht, attore statunitense
- 1º maggio - José Mesiano, calciatore argentino († 2017)
- 1º maggio - Giovanni Mongiello, politico italiano
- 1º maggio - Jean Saubert, sciatrice alpina statunitense († 2007)
- 1º maggio - Asım Tanış, linguista e scrittore turco
- 2 maggio - Dino D'Alessi, allenatore di calcio e ex calciatore italiano
- 2 maggio - Gian Antonio Danieli, biologo, genetista e epidemiologo italiano
- 2 maggio - Josef Eder, ex bobbista austriaco
- 2 maggio - Leif Otto Fjøsne, sciatore alpino norvegese († 2013)
- 2 maggio - Umberto Galimberti, filosofo, saggista e psicoanalista italiano
- 2 maggio - Santiago Herrero, pilota motociclistico spagnolo († 1970)
- 2 maggio - Magic Alex, tecnico del suono greco († 2017)
- 2 maggio - Wojciech Pszoniak, attore polacco († 2020)
- 2 maggio - Jacques Rogge, dirigente sportivo, velista e rugbista a 15 belga († 2021)
- 2 maggio - Udo Steinke, scrittore tedesco († 1999)
- 3 maggio - Pietro Cangelosi, politico italiano
- 3 maggio - Věra Čáslavská, ginnasta cecoslovacca († 2016)
- 3 maggio - Henning Frenzel, ex calciatore tedesco orientale
- 3 maggio - Piero Gallina, politico italiano († 2023)
- 3 maggio - Jean Khayat, ex schermidore tunisino
- 3 maggio - Franco Mariano Mulas, medico e politico italiano († 2023)
- 3 maggio - Loredana Nusciak, attrice e modella italiana († 2006)
- 3 maggio - Butch Otter, politico statunitense
- 3 maggio - Antoni Piechniczek, allenatore di calcio e ex calciatore polacco
- 3 maggio - Enzo Pretolani, ex ciclista su strada italiano
- 3 maggio - Malcolm Ross, linguista australiano
- 3 maggio - Christiane Ziegler, egittologa francese
- 4 maggio - Enrique Bátiz Campbell, direttore d'orchestra e pianista messicano († 2025)
- 4 maggio - Nicholas Gruner, presbitero, scrittore e teologo canadese († 2015)
- 4 maggio - Reggie Harding, cestista statunitense († 1972)
- 4 maggio - Anatolij Vasil'ev, regista teatrale russo
- 5 maggio - Marc Alaimo, attore statunitense
- 5 maggio - Silvano Ambrosioni, giocatore di baseball e allenatore di baseball italiano († 2004)
- 5 maggio - Bill Buntin, cestista statunitense († 1968)
- 5 maggio - Alceste Catella, vescovo cattolico italiano
- 5 maggio - Kjetil Hasund, ex calciatore norvegese
- 5 maggio - Sergio Pipan, giornalista e saggista italiano
- 5 maggio - Barbara Randolph, cantante e attrice statunitense († 2002)
- 5 maggio - Tammy Wynette, cantautrice statunitense († 1998)
- 6 maggio - Amadeus August, attore tedesco († 1992)
- 6 maggio - Sergio Bello, ex velocista italiano
- 6 maggio - Ariel Dorfman, scrittore, saggista e docente argentino
- 6 maggio - Bruce Maccabee, fisico statunitense († 2024)
- 6 maggio - Luiz Mancilha Vilela, arcivescovo cattolico brasiliano († 2022)
- 6 maggio - Heidi Obrecht, ex sciatrice alpina svizzera
- 6 maggio - Pavel Petera, allenatore di pallacanestro cecoslovacco († 2013)
- 6 maggio - Rin Kaiho, giocatore di go taiwanese
- 7 maggio - Pietro Farina, vescovo cattolico italiano († 2013)
- 7 maggio - Maximilian Reimann, politico, giornalista e giurista svizzero
- 7 maggio - Maria Grazia Sestero, politica e insegnante italiana († 2025)
- 7 maggio - Renzo Vitali, arbitro di calcio italiano
- 7 maggio - Bob Weiss, ex cestista e allenatore di pallacanestro statunitense
- 7 maggio - Antonio Zedde, fantino italiano
- 8 maggio - Marília Branco, attrice brasiliana († 1985)
- 8 maggio - Vincenzo D'Addario, arcivescovo cattolico italiano († 2005)
- 8 maggio - Michele Dancelli, ex ciclista su strada e pistard italiano
- 8 maggio - Norman Lamont, politico britannico
- 8 maggio - Carmen Lavani, soprano italiano
- 8 maggio - Terry Neill, calciatore e allenatore di calcio nordirlandese († 2022)
- 8 maggio - Norio Niikawa, medico e genetista giapponese († 2022)
- 8 maggio - Stefan Szefer, ex calciatore polacco
- 8 maggio - Zino Zani, calciatore e chimico italiano († 2023)
- 9 maggio - John Ashcroft, politico statunitense
- 9 maggio - Fabio Ferrario, ex calciatore italiano
- 9 maggio - Brendon Hackwill, cestista e giocatore di football australiano australiano († 1995)
- 9 maggio - Tommy Roe, cantautore e musicista statunitense
- 9 maggio - Mirko Sandić, pallanuotista e allenatore di pallanuoto jugoslavo († 2006)
- 9 maggio - George Wilson, cestista statunitense († 2023)
- 10 maggio - Gilbert Aubry, vescovo cattolico francese
- 10 maggio - Jim Calhoun, allenatore di pallacanestro statunitense
- 10 maggio - Carl Douglas, cantante giamaicano
- 10 maggio - Fernando Ferreira Pinto, ex calciatore portoghese
- 10 maggio - Margaret Iwasaki, ex nuotatrice canadese
- 10 maggio - Rune Leinås, ex cestista svedese
- 10 maggio - Ingram Marshall, compositore e docente statunitense († 2022)
- 10 maggio - Giuseppe Tripaldi, giornalista italiano († 2024)
- 11 maggio - Irene di Grecia, principessa greca
- 11 maggio - Terence McGovern, attore e doppiatore statunitense
- 11 maggio - Cesare G. Romana, critico musicale e giornalista italiano († 2020)
- 11 maggio - Akiko Santō, politica, giornalista e attrice giapponese
- 11 maggio - Mario Tosi, direttore della fotografia italiano († 2021)
- 12 maggio - Klaus Adam, ex cestista tedesco
- 12 maggio - Guy Bonnet, cantautore francese († 2024)
- 12 maggio - Angelo Buccarello, presbitero e religioso italiano
- 12 maggio - Gerhard Dietrich, ginnasta tedesco († 2024)
- 12 maggio - Ian Dury, cantautore e attore britannico († 2000)
- 12 maggio - Michel Fugain, cantante e compositore francese
- 12 maggio - Carillo Gritti, vescovo cattolico e missionario italiano († 2016)
- 12 maggio - Italo Ianne, cantante, compositore e produttore discografico italiano († 2024)
- 12 maggio - Claudio Lombardi, ingegnere italiano
- 12 maggio - Barry B. Longyear, scrittore di fantascienza, sceneggiatore e glottoteta statunitense († 2025)
- 12 maggio - Hideo Otake, giocatore di go giapponese
- 12 maggio - Billy Swan, cantautore, musicista e polistrumentista statunitense
- 12 maggio - Wiltrud Urselmann, ex nuotatrice tedesca
- 12 maggio - Dragoljub Velimirović, scacchista serbo († 2014)
- 12 maggio - Leonardo Viti, fantino italiano († 2007)
- 13 maggio - Umberto Alessandrini, ammiraglio italiano
- 13 maggio - Jeff Astle, calciatore inglese († 2002)
- 13 maggio - Franco Ceccarelli, musicista e produttore discografico italiano († 2012)
- 13 maggio - Vladimir Džanibekov, cosmonauta sovietico
- 13 maggio - Georg Klusemann, pittore e illustratore tedesco († 1981)
- 13 maggio - Norma Pinto de Oliveira, ex cestista brasiliana
- 13 maggio - Ada Pometti, attrice italiana
- 13 maggio - Bill Rademacher, giocatore di football americano statunitense († 2018)
- 13 maggio - Pál Schmitt, politico, ex schermidore e dirigente sportivo ungherese
- 13 maggio - David Stout, giornalista e scrittore statunitense († 2020)
- 13 maggio - Giacomo Vaciago, economista e politico italiano († 2017)
- 13 maggio - Starr Walton, ex sciatrice alpina statunitense
- 13 maggio - Roger Young, regista statunitense
- 14 maggio - Byron Dorgan, politico statunitense
- 14 maggio - Prentis Hancock, attore britannico († 2025)
- 14 maggio - Valerij Luk'jančenko, ex schermidore sovietico
- 14 maggio - John Milner, ex calciatore inglese
- 14 maggio - Giovanni Morelli, musicologo italiano († 2011)
- 14 maggio - Tony Pérez, ex giocatore di baseball e allenatore di baseball cubano
- 14 maggio - Francesco Tabladini, politico italiano († 2009)
- 14 maggio - Rüdiger Vogler, attore tedesco
- 15 maggio - Marco Binda, cestista italiano († 2010)
- 15 maggio - Barnabas Sibusiso Dlamini, politico swati († 2018)
- 15 maggio - Anthony England, ex astronauta statunitense
- 15 maggio - Charles Horman, giornalista e regista statunitense († 1973)
- 15 maggio - Ljudmila Korobova, ex nuotatrice sovietica
- 15 maggio - Dieter Kurrat, calciatore tedesco († 2016)
- 15 maggio - Jeronimo Lopez Mozo, drammaturgo e saggista spagnolo († 2024)
- 15 maggio - Enrico Montanari, storico delle religioni italiano
- 15 maggio - K. T. Oslin, cantante, musicista e attrice statunitense († 2020)
- 15 maggio - Reuven Young, ex calciatore israeliano
- 16 maggio - Francesco Cafarelli, politico italiano († 2017)
- 16 maggio - Ninni Carucci, cantautore, musicista e compositore italiano
- 16 maggio - Julio Gallardo, calciatore cileno († 1991)
- 16 maggio - George Murray, allenatore di calcio e ex calciatore scozzese
- 16 maggio - Evgenij Penjaev, ex canoista sovietico
- 16 maggio - Isao Sasaki, cantante, paroliere e compositore giapponese
- 16 maggio - Picha, regista e animatore belga
- 17 maggio - Philippe Gondet, calciatore francese († 2018)
- 17 maggio - Stefano Levi Della Torre, critico d'arte e saggista italiano
- 17 maggio - Taj Mahal, musicista statunitense
- 17 maggio - Remo Ruffini, fisico italiano
- 17 maggio - Tom Turesson, calciatore e allenatore di calcio svedese († 2004)
- 17 maggio - Elisabeth Vrba, paleontologa tedesca († 2025)
- 17 maggio - Nicholas Wade, giornalista britannico
- 18 maggio - Massimo Antonelli, regista e sceneggiatore italiano
- 18 maggio - Bobby Ross, allenatore di calcio e ex calciatore scozzese
- 18 maggio - Nobby Stiles, calciatore e allenatore di calcio britannico († 2020)
- 19 maggio - Giorgio De Rienzo, critico letterario, scrittore e linguista italiano († 2011)
- 19 maggio - Frank Froehling, tennista statunitense († 2020)
- 19 maggio - Alberto Hazan, imprenditore italiano
- 19 maggio - Gary Kildall, informatico statunitense († 1994)
- 19 maggio - Gianluigi Maggioni, calciatore italiano († 2024)
- 19 maggio - Curly Neal, cestista e attore statunitense († 2020)
- 19 maggio - Carla Zampatti, stilista e imprenditrice italiana († 2021)
- 20 maggio - Gian Piero Brunetta, critico cinematografico e storico del cinema italiano
- 20 maggio - Lynn Davies, ex lunghista britannico
- 20 maggio - Nancy Fleming, ex modella statunitense
- 20 maggio - Carlos Hathcock, militare statunitense († 1999)
- 20 maggio - Leroy Kelly, ex giocatore di football americano statunitense
- 20 maggio - Anna Maria Maiolino, artista brasiliana
- 20 maggio - Frew McMillan, ex tennista sudafricano
- 20 maggio - David Proval, attore statunitense
- 20 maggio - Spasoje Samardžić, ex calciatore jugoslavo
- 20 maggio - Shirley Stobs, ex nuotatrice statunitense
- 21 maggio - Anthony Casso, criminale statunitense († 2020)
- 21 maggio - Giovanni Giuga, poeta e scrittore italiano († 2021)
- 21 maggio - John Konrads, nuotatore australiano († 2021)
- 21 maggio - Danny Ongais, pilota automobilistico statunitense († 2022)
- 21 maggio - Piero Patrussi, ex arbitro di calcio italiano
- 21 maggio - Robert Springer, ex astronauta statunitense
- 21 maggio - Ivo Viktor, ex calciatore e allenatore di calcio cecoslovacco
- 22 maggio - Peter Bongartz, attore tedesco
- 22 maggio - Roger Brown, cestista e allenatore di pallacanestro statunitense († 1997)
- 22 maggio - Theodore Kaczynski, terrorista e anarchico statunitense († 2023)
- 22 maggio - Gianni Martucci, regista e sceneggiatore italiano
- 22 maggio - Barbara Parkins, attrice canadese
- 22 maggio - Antonio Puri Purini, diplomatico e saggista italiano († 2013)
- 22 maggio - Miro Silvera, scrittore, poeta e traduttore italiano († 2022)
- 22 maggio - Antonio Michele Stanca, genetista italiano († 2020)
- 22 maggio - Sergio Zanni, scultore e pittore italiano
- 23 maggio - Donna Christanello, wrestler statunitense († 2011)
- 23 maggio - Mario Dal Castello, politico italiano
- 23 maggio - Raimonda Gaetani, scenografa e costumista italiana
- 23 maggio - José María García Lavilla, allenatore di calcio e ex calciatore spagnolo
- 23 maggio - Gabriel Liiceanu, filosofo, saggista e giornalista rumeno
- 23 maggio - Bruno Napoli, politico italiano († 2010)
- 23 maggio - José Pastoriza, calciatore e allenatore di calcio argentino († 2004)
- 23 maggio - Francisco Villar, linguista e glottologo spagnolo
- 24 maggio - Giuseppe Emili, politico italiano († 2025)
- 24 maggio - Alberto Gollini, architetto italiano († 2017)
- 24 maggio - Carolyn Kirsch, attrice, ballerina e cantante statunitense
- 24 maggio - Lázár Lovász, martellista ungherese († 2023)
- 24 maggio - Clemente Mazzotta, filologo italiano († 2006)
- 24 maggio - Hannu Mikkola, pilota di rally finlandese († 2021)
- 24 maggio - James Fraser Stoddart, chimico britannico († 2024)
- 24 maggio - Mary Willis Walker, scrittrice statunitense († 2023)
- 25 maggio - Luciano Bertoni, calciatore italiano († 2008)
- 25 maggio - Ron Davies, calciatore gallese († 2013)
- 25 maggio - Brian Davison, batterista britannico († 2008)
- 25 maggio - Giorgio Gardiol, politico e giornalista italiano († 2014)
- 25 maggio - Johann Hörmayer, ex calciatore austriaco
- 25 maggio - José Mário Branco, musicista, cantante e attore portoghese († 2019)
- 25 maggio - Tomás Sangio, ex cestista peruviano
- 26 maggio - Jan Bultman, ex pallanuotista olandese
- 26 maggio - Kevin Conway, attore e regista statunitense († 2020)
- 26 maggio - Ulf Eriksson, ex arbitro di calcio svedese
- 26 maggio - Lynne Nette, tennista sudafricana
- 26 maggio - Uta Levka, attrice tedesca
- 27 maggio - Kent Bernard, velocista trinidadiano († 2025)
- 27 maggio - Maria Burani Procaccini, politica italiana
- 27 maggio - Piers Courage, pilota di Formula 1 inglese († 1970)
- 27 maggio - Massimo Scalia, fisico, politico e attivista italiano († 2023)
- 28 maggio - Giancarlo Andenna, medievista italiano
- 28 maggio - Lars-Erik Bengtsson, ex nuotatore svedese
- 28 maggio - John Bonett, ex calciatore maltese
- 28 maggio - Jesús García Burillo, vescovo cattolico spagnolo
- 28 maggio - Vittorio Inzaina, cantante italiano († 2019)
- 28 maggio - Tibor Kangyal, ex cestista ungherese
- 28 maggio - Leif Nielsen, ex calciatore danese
- 28 maggio - Stanley Prusiner, biochimico e neurologo statunitense
- 29 maggio - Massimo Scarpati, apneista italiano
- 30 maggio - Claudio Meldolesi, drammaturgo e critico teatrale italiano († 2009)
- 30 maggio - Dan Miller, politico statunitense
- 30 maggio - Gerhard Olschewski, attore tedesco
- 30 maggio - Bob Ridley, allenatore di calcio e ex calciatore inglese
- 30 maggio - Gene Youngblood, critico cinematografico, saggista e politologo statunitense († 2021)
- 31 maggio - Ron Bonham, cestista statunitense († 2016)
- 31 maggio - Eloy Campos, ex calciatore peruviano
- 31 maggio - Pippo Corigliano, giornalista, scrittore e ingegnere italiano († 2024)
- 31 maggio - Happy Hairston, cestista statunitense († 2001)
- 31 maggio - Tina Hedström, attrice svedese († 1984)
- 31 maggio - Minos Kiriakou, armatore greco († 2017)
- 31 maggio - Piero Pasini, allenatore di pallacanestro italiano
- 31 maggio - Gerald Presley, bobbista canadese († 2024)
- 31 maggio - Jo Vonlanthen, ex pilota automobilistico svizzero